# Thập niên 1320
Thập niên 1320 là thập niên diễn ra từ năm 1320 đến 1329.